# Liste der Stolpersteine in Ascheberg
In der Liste der Stolpersteine in Ascheberg werden die vorhandenen Gedenksteine aufgeführt, die im Rahmen des Projektes Stolpersteine des Künstlers Gunter Demnig im Ascheberger Ortsteil Herbern bisher verlegt worden sind.

## Verlegte Steine
| Adresse                      | Name           | Inschrift                                                                               | Verlegedatum      | Bild                                                    | Anmerkung                                         |
| ---------------------------- | -------------- | --------------------------------------------------------------------------------------- | ----------------- | ------------------------------------------------------- | ------------------------------------------------- |
| Bernhardstraße 28 (Standort) | Ernst Samson   | Hier wohnte Ernst Samson Jg. 1889 deportiert 1941 Riga 1944 Stutthof ermordet           | 16. Dezember 2013 | Stolperstein Ascheberg Bernhardstraße 28 Ernst Samson   | geboren am 8. März 1889 in Herbern / Lüdinghausen |
| Bernhardstraße 28 (Standort) | Emma Samson    | Hier wohnte Emma Samson geb. Meyer Jg. 1892 deportiert 1941 Riga 1944 Stutthof ermordet | 16. Dezember 2013 | Stolperstein Ascheberg Bernhardstraße 28 Emma Samson    |                                                   |
| Bernhardstraße 28 (Standort) | Margret Samson | Hier wohnte Margret Samson Jg. 1923 deportiert 1941 Riga 1944 Stutthof befreit/überlebt | 16. Dezember 2013 | Stolperstein Ascheberg Bernhardstraße 28 Margret Samson |                                                   |
| Bernhardstraße 28 (Standort) | Gerda Samson   | Hier wohnte Gerda Samson Jg. 1925 deportiert 1941 Riga 1944 Stutthof befreit/überlebt   | 16. Dezember 2013 | Stolperstein Ascheberg Bernhardstraße 28 Gerda Samson   |                                                   |